# Pamela Girimbabazi
Pamela Girimbabazi Rugabira, sinh ngày 10 tháng 1 năm 1985, là một vận động viên bơi lội Olympic đến từ Rwanda. Cô đã bơi cho Rwanda tại Thế vận hội 2000, 2004 và 2008; và là người cầm cờ của quốc gia năm 2008.
Trong thời gian đó, cô "chưa bao giờ có một buổi học bơi chính thức hay huấn luyện viên thông thường". Cô đã bị loại trong Thế vận hội Sydney do các quy tắc kỹ thuật mà cô không biết và sau đó tự dạy mình các quy tắc bằng cách tham khảo ý kiến trên Internet. Sau đó, cô cũng tự học từ một cuốn sách về bơi lội thuộc về vận động viên bơi lội Rwanda Jackson Niyomugabo. Cô được đào tạo trong một bể bơi khách sạn dài 25 mét. Thành tích cá nhân tốt nhất của cô trong môn tự do 50 mét trước Thế vận hội Bắc Kinh là 35 giây. Cô ấy đã thất bại trong việc cải thiện thời gian đó ở Bắc Kinh, đứng thứ ba trong số bốn về sức nóng của cô ấy, và tổng thể thứ 88, với thời gian 39:78.
Girimbabazi đã được mô tả như là một "người nổi tiếng nhỏ" và "một biểu tượng của tinh thần thể thao thuần túy, một vận động viên thi đấu vì tình yêu của trò chơi, không phải vì sự hồi hộp của chiến thắng hay sự nổi tiếng và giàu có có thể theo sau".

## Thời gian tại Thế vận hội
- Sydney 2000, ếch 100 mét - DSQ
- Athens 2004, ếch 100 mét - 1: 50,39 (thứ 48)
- Bắc Kinh 2008, 50m tự do - 39:78 (thứ 88)